# Satchelliella mutua
Satchelliella mutua és una espècie d'insecte dípter pertanyent a la família dels psicòdids que es troba a Europa, incloent-hi Alemanya, les illes Britàniques, França, Noruega, Finlàndia, els Països Baixos, Dinamarca, Bèlgica, Lituània, Polònia, Itàlia i Àustria.